# Club Social y Deportivo Municipal
Il Club Social y Deportivo Municipal, meglio noto come Municipal, è una delle maggiori società calcistiche del Guatemala. Fondato nel 1936, ha sede a Città del Guatemala e milita nella massima serie del campionato guatemalteco.
Disputa le partite casalinghe nello Stadio Mateo Flores. I colori sociali sono il rosso e il blu. Il soprannome dei giocatori del Municipal è Diablos Rojos, Diavoli Rossi.

## Rosa attuale
| N. |                      | Ruolo | Calciatore      |
| -- | -------------------- | ----- | --------------- |
| 1  | Guatemala (bandiera) | P     | Oswar Grajamo   |
| 2  | Guatemala (bandiera) | D     | Jaime Vides     |
| 3  | Guatemala (bandiera) | D     | Pablo Melgar    |
| 4  | Guatemala (bandiera) | D     | Yony Flores     |
| 5  | Guatemala (bandiera) | C     | Kenroy Arana    |
| 6  | Guatemala (bandiera) | D     | Pablo Solórzano |
| 7  | Guatemala (bandiera) | A     | Darwin Oliva    |
| 8  | Guatemala (bandiera) | C     | Gonzalo Romero  |
| 11 | Guatemala (bandiera) | A     | Óscar Isaula    |
| 12 | Guatemala (bandiera) | C     | Darío Gómez     |
| 14 | Guatemala (bandiera) | A     | David Aroche    |
| 16 | Guatemala (bandiera) | A     | Carlos Villa    |
| 17 | Guatemala (bandiera) | C     | Pedro Samayoa   |

| N. |                      | Ruolo | Calciatore         |
| -- | -------------------- | ----- | ------------------ |
| 18 | Guatemala (bandiera) | D     | Gustavo Cabrera    |
| 19 | Guatemala (bandiera) | A     | Marvin Ávila       |
| 20 | Guatemala (bandiera) | A     | Juan José Castillo |
| 21 | Guatemala (bandiera) | C     | Julián Priego      |
| 22 | Guatemala (bandiera) | P     | Rony Álvarez       |
| 23 | Guatemala (bandiera) | D     | Renato Blanco      |
| 24 | Guatemala (bandiera) | C     | Sergio Guevara     |
| 25 | Guatemala (bandiera) | A     | Mario Rodríguez    |
| 26 | Guatemala (bandiera) | A     | Dennis Flores      |
| 28 | Guatemala (bandiera) | D     | Cristian Noriega   |
| 29 | Brasile (bandiera)   | A     | Leandro Barrios    |
| 30 | Guatemala (bandiera) | D     | Carlos Castillo    |

## Giocatori celebri

### Passati
- Carlos Toledo, 1938-1955
- Julio César Anderson, 1969-1984
- Omar Larrosa, 1971
- José Emilio Mitrovich, anni '70
- Benjamín Monterroso, 1970-1979
- Juan Manuel Funes, 1983-1997
- Rónald Gómez, 1998-99
- Carlos Ruiz, 1999-2002

### In attività
- Juan Carlos Plata, 1989-
- German Ruano, 1993-
- Guillermo Ramírez, 1999-

## Palmarès

### Competizioni nazionali
- Campionato guatemalteco: 30

1942, 1947, 1950-51, 1954-55, 1963-64, 1965-66, 1970, 1973, 1974, 1976, 1987, 1988, 1989-90, 1991-92, 1993-94, Clausura 2000, Apertura 2000, Apertura 2001, Clausura 2002, Apertura 2003, Apertura 2004, Clausura 2005, Apertura 2005, Clausura 2006, Apertura 2006, Clausura 2008, Apertura 2009, Clausura 2010, Apertura 2011, Clausura 2017, Apertura 2019
- Coppa del Guatemala: 8

1960, 1967, 1969, 1994, 1995, 1998, 2003, 2004

### Competizioni internazionali
- CONCACAF Champions' Cup: 1

1974
- Copa Interclubes UNCAF: 4

1974, 1977, 2001, 2004

### Altri piazzamenti
- Campionato guatemalteco:

Secondo posto: 1938, 1943, 1944-1945, 1957-1958, 1959-1960, 1964, 1967-1968, 1972, 1977, 1990-1991, 1998-1999, Apertura 1999, Apertura 2002, Clausura 2004, Apertura 2008, Clausura 2009, Apertura 2010, Clausura 2011, Clausura 2012, Apertura 2012, Clausura 2014, Apertura 2014, Clausura 2015
- CONCACAF Champions' Cup:

Terzo posto: 1993
- CONCACAF Cup Winners Cup:

Semifinalista: 1997
- Coppa Interamericana:

Finalista: 1974
- Copa Interclubes UNCAF:

Finalista: 1998
Terzo posto: 1997, 2007
Quarto posto: 1996, 2000, 2003